# Laurent Drelincourt
Laurent Drelincourt   (* 14. Januar 1625 in Paris; † 2. Juni 1680 in Niort) war ein französischer reformierter Pastor und Schriftsteller.

## Leben und Werk
Laurent Drelincourt war der Sohn des Pastors und Autors Charles Drelincourt (1595–1669). Er studierte reformierte Theologie an der protestantischen Akademie in Saumur und war von 1651 bis 1660 Pastor in La Rochelle, später in Niort. In Paris wurde er von Valentin Conrart protegiert. Drelincourt war der letzte der bedeutenden protestantischen Lyriker Frankreichs vor dem Edikt von Fontainebleau.

### Ausschnitt aus dem Sonett „Sur les vents“
| Vents, qui, dans un cours inconstant, naissez et mourez, chaque instant – mes jours ne sont qu’un vent qui passe; mon cœur fait naufrage en la mort: mais Dieu, du souffle de sa Grâce, pousse mon âme dans le port. | Winde, die ihr, unbeständig, jeden Augenblick aufkommt und sterbt – meine Tage sind nur ein Wind, der verweht; mein Herz leidet Schiffbruch im Tod: aber Gott, mit dem Hauch seiner Gnade, bringt meine Seele zum Hafen. |

## Werke
- Sonnets chrétiens sur divers sujets, Niort, Bureau, 1677 (auch niederländisch, 1727, und deutsch, Neuwied, Haupt, 1742; Straßburg, Heitz, 1768).
  - Sonnets chrétiens sur divers sujets. Divisés en quatre livres, Paris, Ed. du Chêne, 1948 (Vorwort von Albert-Marie Schmidt).
  - Sonnets chrétiens sur divers sujets, hrsg. von Julien Goeury, Paris, Champion, 2004.
- (postum) Les psaumes pénitentiaux en vers héroïques, Genf, 1693–1694.
- Les étoiles de l'Église et les chandeliers mystiques; suivi de Le salutaire lever du soleil de justice, hrsg. von Julien Goeury, Grenoble, Millon, 2002.